# Spray (jacht)
Spray – jacht typu jol gaflowy o bezanie lugrowym. Na tym jachcie kanadyjski żeglarz Joshua Slocum w latach 1895–1898, jako pierwszy w historii żeglarstwa, samotnie okrążył kulę ziemską.

## Historia i rejsy
Spray 24 kwietnia 1895 wyruszył z Bostonu, by okrążyć ziemię w ponad trzy lata. 27 czerwca 1898 przybił do Newport w stanie Rhode Island. J. Slocum opłynął samotnie cały świat, pokonując odległość ok. 46 tys. Mm.
Trasa okołoziemskiego rejsu: Boston, Gibraltar, Pernambuco, Rio de Janeiro, Buenos Aires, Cieśnina Magellana, Australia, Cieśnina Torresa, Kapsztad, Karaiby, Newport.
W listopadzie 1909 roku Spray wyruszył w rejs po rzece Orinoko i później wypłynął na Morze Karaibskie, na którym zaginął wraz ze swym kapitanem.